# Hermann Nasse (Mediziner)

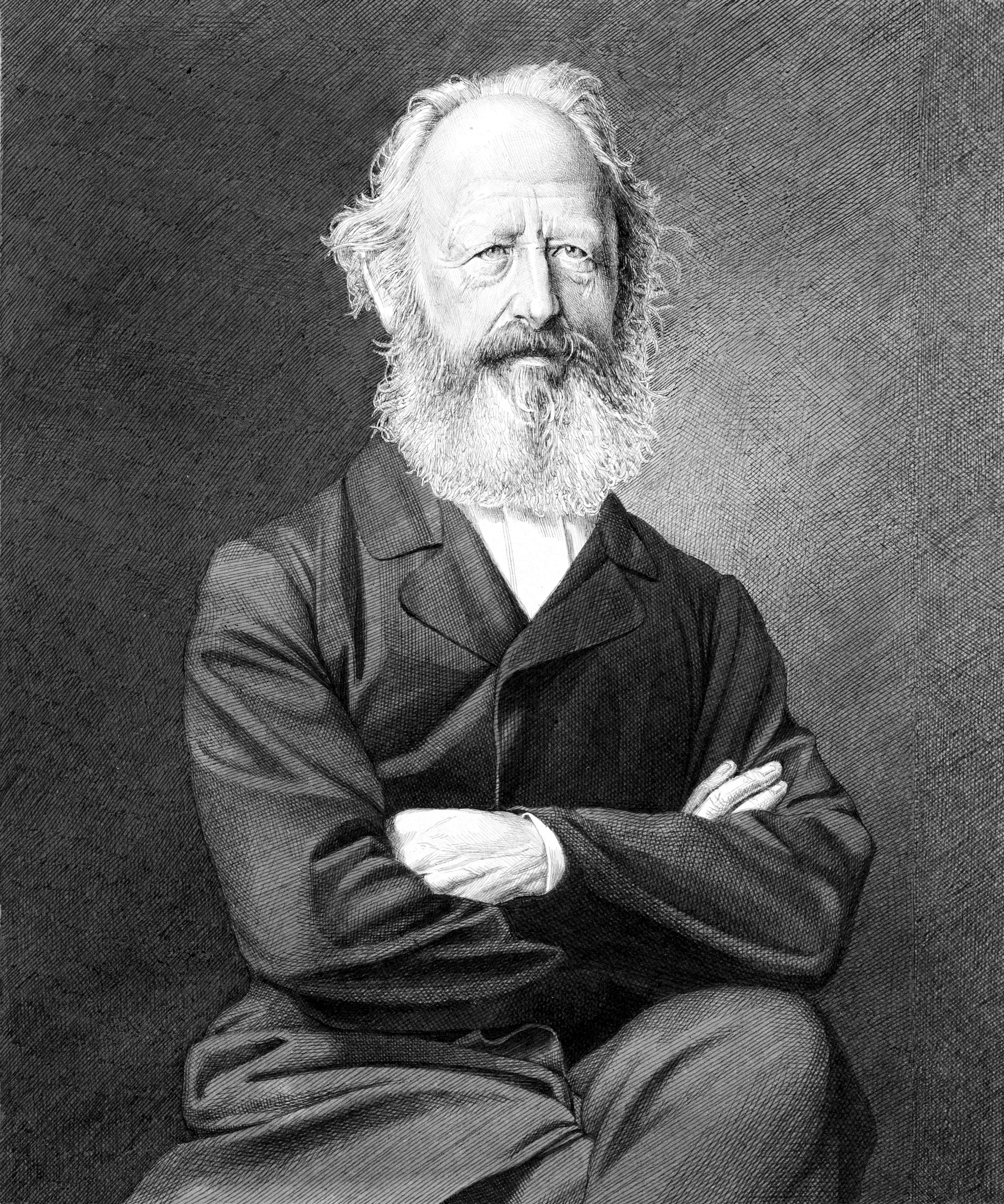
Hermann Nasse

Hermann Nasse (* 25. Juni 1807 in Bielefeld; † 1. Juli 1892 in Marburg) war ein deutscher Mediziner und Hochschullehrer.

## Leben
Nasse war Sohn des Mediziners Christian Friedrich Nasse. Er studierte an den Universitäten von Bonn, Berlin und Paris. Am 1. August 1829 erfolgte in Bonn seine Promotion zum Dr. med. mit der Dissertation De insania: commentatio secundum libros Hippocraticos. Das Staatsexamen bestand er an der Berliner Universität, ließ sich dann 1831 als praktischer Arzt in Bonn nieder, blieb jedoch der Wissenschaft verbunden. Im Oktober 1832 habilitierte er sich für Chirurgie und pathologische Anatomie an der Bonner Universität und lehrte anschließend dort als Privatdozent.
Nasse war von März 1837 bis Juni 1837 zunächst provisorischer außerordentlicher Professor für Physiologie und theoretische Tierheilkunde an der Universität Marburg, erhielt am 6. Oktober 1838 diese Stelle definitiv und wurde zugleich Direktor des neuen physiologischen Instituts an der Marburger Universität. Seine Berufung als ordentlicher Professor der Physiologie erfolgte am 27. Januar 1848. Von 1858 bis 1863 und von 1865 bis 1874 amtierte er als Dekan der medizinischen Fakultät und 1851, 1855 sowie 1867 als Prorektor und damit Leiter der Universität. Im Herbst 1852 gründete er in Wiesbaden mit Julius Vogel und Friedrich Wilhelm Beneke Verein für gemeinschaftliche Arbeiten zur Förderung der wissenschaftlichen Heilkunde. 1873 zog er sich vom Lehramt zurück, 1879 vom Amt als Direktor des Physiologischen Instituts.    
Nasse hatte von 1867 bis 1885 den Vorsitz der medizinischen Examinations-Kommission, von 1885 bis 1892 den Vorsitz der ärztlichen Prüfungskommission und von 1890 bis 1892 den Vorsitz der zahnärztlichen Prüfungskommission inne. 
Nasse wurde am 27. Februar 1869 zum Geheimen Medizinalrat ernannt und erhielt am 1. August 1879 die Ehrendoktorwürde der Marburger Philosophischen Fakultät (Dr. phil. h.c.).
Der Mediziner Otto Nasse war sein Sohn, der Psychiater Karl Friedrich Werner Nasse sowie der Nationalökonom Erwin Nasse waren seine Brüder.

## Werke (Auswahl)
- De insania: commentatio secundum libros Hippocraticos. Thormann, Bonn 1829.
- Das Blut: in mehrfacher Beziehung physiologisch und pathologisch untersucht. Habicht, Bonn 1836.
- Über den Einfluß der Nahrung auf das Blut. Elwert, Marburg 1850.
- Vorstudien zur Lehre von der Lymphbildung: Untersuchungen über die Verschiedenheiten und Schwankungen in der Absonderung und Zusammensetzung der Lymphe. Elwert, Marburg 1862.
- Untersuchungen über die Einflüsse, welche die Lymphbildung beherrschen. Elwert, Marburg 1871.